# 王振昌
王振昌（1964年10月—），男，汉族，青海贵德人，中华人民共和国政治人物，2017年5月至2021年3月任中共黄南州委书记，2021年2月任青海省政协副主席。